# Parvancorina
Parvancorina ist eine ausgestorbene Tiergattung unsicherer taxonomischer Zuordnung, die im Ediacarium (vor etwa 600 Millionen Jahren) lebte. Mit ihrem bilateralsymmetrischen Schild zeigt sie Ähnlichkeiten zu primitiven Gliederfüßern (Arthropoda).

## Etymologie und Entdeckung
Die Gattungsbezeichnung Parvancorina ist eine Krasis-Zusammensetzung der lateinischen Wörter parva (parvus, -a, -um) und ancora mit der Bedeutung ‚kleiner Anker‘. Der Artname minchami ehrt Herrn H. Mincham, einen privaten Fossiliensammler, der im Jahr 1957 einige sehr schöne Stücke in den Ediacara-Biota gefunden und dem South Australian Museum vorgelegt hatte. Der Artname sagitta des zweiten Taxons ist die lateinische Bezeichnung für ‚Pfeil‘.

## Erstbeschreibungen
Die Gattung Parvancorina und das Typfossil Parvancorina minchami wurden im Jahr 1958 erstmals von Martin F. Glaessner wissenschaftlich beschrieben. Das Taxon Parvancorina sagitta wurde erst 2004 von Andrei Jurjewitsch Iwanzow bearbeitet.

## Vorkommen
Das Typusfossil Parvancorina minchami wurde 1957 im Ediacara Member des Rawnsley-Quarzit, der in der Flinderskette in Südaustralien ansteht, entdeckt. Es tritt auch in der Verchowka-Formation, in der Simnigori-Formation und in der Jorga-Formation an der Weißmeerküste im Norden Russlands (Oblast Archangelsk) auf. In recht schlechter Erhaltung erscheint die Gattung Parvancorina auch noch in der Ljamza-Formation.

## Beschreibung

Parvancorina minchami aus Südaustralien

Parvancorina besitzt einen reliefartig herausgehobenen Rücken, der an der zentralen Symmetrieachse entlang läuft. In nur mäßig kompaktierten Fossilien kann dieser Rücken sehr deutlich hervorragen. Am Kopf- bzw. Vorderende des Rückens sind zwei gehobene Bögen am Zentralrücken angeheftet, von denen jeder einen Viertelkreis überspannt. Davor liegen zwei, sich von den Bögen absetzende, einen Halbkreis bildende, ineinanderlaufende Linien. Zahnartige Erhebungen erstrecken sich über Bögen und Rücken in Richtung Schildinneres.
Die nahezu kreisförmigen, schildartigen Fossilien von Parvancorina zeigen ein deutlich konvexes Profil. Sie messen gewöhnlich 10 Millimeter in Länge und Breite, können aber gelegentlich bis zu 20 Millimeter in Länge und Breite erreichen. Ihre kleinsten Vertreter sind 3 Millimeter lang und 2 Millimeter breit, Großformen erreichen jedoch bis zu 25 Millimeter Länge und 21 Millimeter Breite. Selbst Formen, bei denen ihre Breite mit 23 Millimeter ihre Länge mit 22 Millimeter leicht überragt, sind bekannt.

## Taxonomie

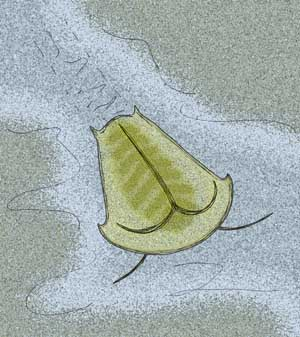
Rekonstruktion von Skania fragilis aus dem Mittelkambrium

Die taxonomische Stellung von Parvancorina ist unsicher. Das Fossil weist Affinitäten zu verschiedenen primitiven, Trilobiten ähnelnden Gliederfüßern (Arthropoden) auf, beispielsweise Skania fragilis aus den Burgess-Shale-Biota in Kanada und Primicaris larvaformis aus den Chengjiang-Biota in der Volksrepublik China. Für Arthropoden ist jedoch das Wachstumsstadium von Parvancorina sehr ungewöhnlich und auch ihre sessile Lebensweise ist nicht mit Arthropoden zu vereinen. Überdies wird eine Affinität zu Arthropoden durch die große Ähnlichkeit von Parvancorina sagitta zu Temnoxa, einem primitiven, molluskenartigen Bilaterier, stark in Frage gestellt.

## Habitat und Lebensweise
Die Lebensstellung von Parvancorina war parallel zur Strömung ausgerichtet. Der Organismus dürfte von organischer Suspensionsfracht gelebt haben. Gegen eine angehaftete Lebensweise am Meeresboden mittels eines Stiels sprechen randliche Überfaltungen des Fossils, die aus allen Richtungen erfolgen konnten.